# Жан-Клод Маньян
Жан-Клод Маньян (фр. Jean-Claude Magnan, нар. 4 червня 1941, Обань, Франція) — французький фехтувальник на рапірах, олімпійський чемпіон (1968 рік), срібний (1964 рік) та дворазовий бронзовий (1964 рік та 1972 рік) призер Олімпійських ігор, тририразовий чемпіон світу.

## Виступи на Олімпіадах
| Олімпіада   | Дисципліна           | Місце      |
| ----------- | -------------------- | ---------- |
| Рим 1960    | індивідуальна рапіра | 5T p4 r3/5 |
| Рим 1960    | командна рапіра      | 5          |
| Токіо 1964  | індивідуальна рапіра | 2          |
| Токіо 1964  | командна рапіра      | 3          |
| Мехіко 1968 | індивідуальна рапіра | 5          |
| Мехіко 1968 | командна рапіра      | 1          |
| Мюнхен 1972 | командна рапіра      | 3          |